# Volunteers du Tennessee
Les Volunteers du Tennessee (en anglais : Tennessee Volunteers) sont un club omnisports universitaire américain qui se réfère aux 18 équipes sportives féminines et masculines représentant l'Université du Tennessee. Les équipes participent aux compétitions organisées par la National Collegiate Athletic Association au sein de sa Division I. Elles sont membres de la Division Est de la Southeastern Conference (SEC) à l'exception de l'équipe féminine d'aviron qui est membre de la Conférence Big 12. Avant d'intégrer la SEC en 1932, Tennessee était considérée à son origine comme équipe Indépendante (jusqu'en 1920) avant de devenir membre de la Southern Conference de 1921 à 1931. 
Les installations sportives se situent sur le campus universitaire dans la ville de Knoxville de l'État du Tennessee.
Les étudiants et supportes sont dénommés les Volunteers ou encore les Vols à l'exception de l'équipe féminine de basketball qui sont dénommées les Lady Volunteers (ou Lady Vols),.
La présente page est principalement dédiée au traitement du football américain.

## Sports représentés
| Hommes (8)                                  | Femmes (10)       |
| ------------------------------------------- | ----------------- |
| Athlétisme†                                 | Athlétisme†       |
| Basketball                                  | Basketball        |
| Cross country                               | Cross country     |
| Golf                                        | Golf              |
| Natation/Plongeon                           | Natation/Plongeon |
| Tennis                                      | Tennis            |
| Football américain                          | Football (soccer) |
| Baseball                                    | Softball          |
|                                             | Aviron            |
|                                             | Volleyball        |
| † – Athlétisme en salle et/ou en plein air. |                   |

## Football américain

### Descriptif en début de saison 2025
- Couleurs :   (orange et blanc)

- Surnom : Volunteers ou Vols

- Dirigeants :
  - Directeur sportif : Danny White (en)
  - Entraîneur principal : Josh Heupel (en) , 5esaison, bilan : 37 - 15 - 0 (71,2 %)

- Stade :
  - Nom : Neyland Stadium
  - Capacité : 102 455
  - Surface de jeu : pelouse naturelle
  - Lieu : Knoxville, Tennessee

- Conférence : 
  - Actuelle : Southeastern Conference (SEC), Division Est (Eastern) depuis la saison 1933
  - Anciennes : 
    - Southern Conference (1921–1932)
    - Southern Intercollegiate Athletic Association (1996-1920)
    - Indépendants (1891-1895)

- Internet :
  - Nom site Web : UtSports.com
  - URL : http://www.utsports.com

- Bilan des matchs :
  - Victoires : 870 (67,0 %)
  - Défaites : 415
  - Nuls : 52

- Bilan des Bowls : 
  - Victoires : 30 (54,5 %)
  - Défaites : 25

- College Football Playoff :
  - Apparitions : 1 (2024)
  - Bilan : 0-1
  - Apparitions en College Football Championship Game : 0

- Titres :
  - Titres nationaux : 6 (1938, 1940, 1950, 1951, 1967, 1998)
  - Titres nationaux non réclamés : 8 (1914, 1927, 1928, 1931, 1939, 1956, 1985, 1989)
  - Titres de conférence : 16 (Southern Conference : 3; SEC : 13)
  - Titres de la division Est SEC : 6 (1997, 1998, 2001, 2003 2004, 2007)

- Joueurs : 
  - Vainqueurs du Trophée Heisman : 0
  - Sélectionnés All-American : 41

- Hymne : 
  - Officiel : Down the Field
  - Non officiel : Rocky Top

- Mascotte : un chien de chasse de race américaine Coonhound dénommé Smokey (en) (actuellement Smokey X)

- Fanfare : Pride of the Southland Band (en)

- Rivalités : 
  - Alabama Crimson Tide (Lien rivalité (en))
  - Auburn Tigers (Lien rivalité (en))
  - Georgia Bulldogs (Lien rivalité (en))
  - Florida Gators (Lien rivalité (en))
  - Vanderbilt Commodores (Lien rivalité (en))
  - Kentucky Wildcats (Lien rivalité (en))
  - Georgia Tech Yellow Jackets (Lien rivalité (en))

### Histoire
La plus fameuse équipe des Volunteers est celle de football américain qui fut quatre fois championne nationale (1938, 1950, 1951 et 1998). L'équipe évolue au Neyland Stadium, enceinte de 104 079 places (mais qui enregistre régulièrement des affluences de 107 000 spectateurs) inaugurée en 1929. Les grands rivaux des Volunteers sont les Alabama Crimson Tide. Ces deux formations s'affrontent traditionnellement tous les troisièmes samedis d'octobre.

### Palmarès
(dernière mise à jour en fin de saison 2022)
Tennessee a gagné officiellement 862 matchs pour 413 défaites et 56 nuls (moyenne de 67 %).
- Champion national :

Tennessee réclame six titres de champion de la nation. Le tableau suivant est une liste de ces titres.
Seuls les titres des saisons 1951 et 1998 ont été reconnus par des organismes majeurs de cotation. En effet, l'Associated Press n'a reconnu Tennessee comme champion national qu'à deux reprises. L'équipe des no 1 Volunteers bien qu'ayant perdu le Sugar Bowl 1951 avait été déclarée champion national par les agences AP et UPI, le classement final de la saison étant dévoilé de coutume avant le début des bowls et ce jusqu'en 1968 pour l'AP et jusqu'en 1974 pour l'UPI.
Les titres réclamés des saisons 1938 et 1950, même s'ils n'ont pas été décernés par l'AP, furent reconnus par une majorité et une pluralité d'agences de sondage,.
| Saison | Entraîneur     | Agences de sélection | Bilan de saison régulière | Bowl             | Résultat |
| ------ | -------------- | --- | ------------------------- | ---------------- | -------- |
| 1938   | Robert Neyland | CFRA, Dunkel, Billingsley, CFI, Litkenhous, Boand Houlgate, Poling, NSFR, FryeMassy, Koger McCarty, Libby, Maxwell, Sagarin, Howell | 11-0                      | Orange Bowl 1939 | G, 17-0  |
| 1940   | Robert Neyland | Dunkel, Williamson | 10-1                      | Sugar Bowl 1941  | P, 13-19 |
| 1950   | Robert Neyland | National Championship Foundation, Billingley, CFRA Massy, Dunkel, DeVold, CFI, Frye Fleming System, Howell, Maxwell, Sorensen       | 11-1                      | Cotton Bowl 1951 | G, 20-14 |
| 1951   | Robert Neyland | AP, UPI | 10-1                      | Sugar Bowl 1952  | P, 13-28 |
| 1967   | Doug Dickey    | Litkenhous | 9-2                       | Orange Bowl 1968 | P, 24-26 |
| 1998   | Phillip Fulmer | AP, USAToday/ESPN, BCS | 13-0                      | Fiesta Bowl 1999 | G, 23-16 |
Tennessee a également été déclaré champion national par quelques agences mineures à huit occasions : 1914, 1927, 1928, 1931, 1939, 1956, 1985, et 1989.
- Champion de conférence :

| Saison                                                        | Conférence | Entraîneur        | Bilan de saison | Bilan en conférence |
| 1914                                                          | SIAA (en)  | Zora G. Clevenger | 9–0             | 5–0                 |
| 1927†                                                         | Southern   | Robert Neyland    | 8–0–1           | 5–0–1               |
| 1932†                                                         | Southern   | Robert Neyland    | 9–0–1           | 7–0–1               |
| 1938                                                          | SEC        | Robert Neyland    | 11–0            | 7–0                 |
| 1939                                                          | SEC        | Robert Neyland    | 10–1            | 6–0                 |
| 1940                                                          | SEC        | Robert Neyland    | 10–1            | 6–0                 |
| 1946†                                                         | SEC        | Robert Neyland    | 9–2             | 5–0                 |
| 1951†                                                         | SEC        | Robert Neyland    | 10–1            | 5–0                 |
| 1956                                                          | SEC        | Bowden Wyatt      | 10–1            | 6–0                 |
| 1967                                                          | SEC        | Doug Dickey       | 9–2             | 6–0                 |
| 1969                                                          | SEC        | Doug Dickey       | 9–2             | 5-1                 |
| 1985                                                          | SEC        | Johnny Majors     | 9–1–2           | 5–1                 |
| 1989†                                                         | SEC        | Johnny Majors     | 11–1            | 6–1                 |
| 1990                                                          | SEC        | Johnny Majors     | 9–2–2           | 5–1–1               |
| 1997                                                          | SEC        | Phillip Fulmer    | 11–2            | 7–1                 |
| 1998                                                          | SEC        | Phillip Fulmer    | 13–0            | 8–0                 |
| Titres de champion de conférence : 13 SEC, 2 Southern; 1 SIAA |            |                   |                 |                     |
| † = co-champions                                              |            |                   |                 |                     |
- Champion de Division :

Tennessee ayant remporté à cinq reprises la Division Est de la SEC, l'équipe a disputé cinq finales de conférences SEC (2 victoires pour 3 défaites)
| Saison                | Division              | Adversaire finale de conférence | Résultat finale de conférence |
| 1997                  | SEC Est               | Tigers d'Auburn                 | G, 30–29                      |
| 1998                  | SEC Est               | Bulldogs de Mississippi State   | G, 24–14                      |
| 2001                  | SEC Est               | Tigers de LSU                   | P, 20–31                      |
| 2004                  | SEC Est               | Tigers d'Auburn                 | P, 28–38                      |
| 2007                  | SEC Est               | Tigers de LSU                   | P, 14–21                      |
| Finales de conférence | Finales de conférence | Finales de conférence           | G : 2 / P : 3                 |
- Bowls :

| Saison                            | Entraîneur         | Bowl                     | Adversaire                       | Résultat |
| 1931                              | Robert Neyland     | New York Charity Game    | Violets de NYU                   | G, 13–0  |
| 1938                              | Robert Neyland     | Orange Bowl 1939         | Sooners de l'Oklahoma            | G, 17–0  |
| 1939                              | Robert Neyland     | Orange Bowl 1940         | Trojans de l'USC                 | P, 00–14 |
| 1940                              | Robert Neyland     | Sugar Bowl 1941          | Eagles de Boston College         | P, 13–19 |
| 1942                              | Robert Neyland     | Sugar Bowl 1943          | Golden Hurricane de Tulsa        | G, 14–07 |
| 1944                              | Robert Neyland     | Rose Bowl 1945           | Trojans de l'USC                 | P, 00–25 |
| 1946                              | Robert Neyland     | Orange Bowl 1947         | Owls de Rice                     | P, 00–08 |
| 1950                              | Robert Neyland     | Cotton Bowl 1951         | Longhorns du Texas               | G, 20–14 |
| 1951                              | Robert Neyland     | Sugar Bowl 1941          | Terrapins du Maryland            | P, 13–28 |
| 1952                              | Robert Neyland     | Cotton Bowl 1953         | Longhorns du Texas               | P, 00–16 |
| 1956                              | Bowden Wyatt       | Sugar Bowl 1957          | Bears de Baylor                  | P, 70–13 |
| 1957                              | Bowden Wyatt       | Gator Bowl 1957          | Aggies du Texas                  | G, 30–0  |
| 1965                              | Doug Dickey        | Bluebonnet Bowl 1965     | Golden Hurricane de Tulsa        | G, 27–06 |
| 1966                              | Doug Dickey        | Gator Bowl 1966          | Orange de Syracuse               | G, 18–12 |
| 1967                              | Doug Dickey        | Orange Bowl 1968         | Sooners de l'Oklahoma            | P, 24–26 |
| 1968                              | Doug Dickey        | Cotton Bowl 1969         | Longhorns du Texas               | P, 13–36 |
| 1969                              | Doug Dickey        | Gator Bowl 1969          | Gators de la Floride             | P, 13–14 |
| 1970                              | Bill Battle        | Sugar Bowl 1971          | Falcons de l'Air Force           | G, 34–13 |
| 1971                              | Bill Battle        | Liberty Bowl 1971        | Razorbacks de l'Arkansas         | G, 14–13 |
| 1972                              | Bill Battle        | Bluebonnet Bowl 1972     | Tigers de LSU                    | G, 24–17 |
| 1973                              | Bill Battle        | Gator Bowl 1969          | Red Raiders de Texas Tech        | P, 19–28 |
| 1974                              | Bill Battle        | Liberty Bowl 1974        | Terrapins du Maryland            | G, 70–03 |
| 1979                              | Johnny Majors      | Bluebonnet Bowl 1979     | Boilermakers de Purdue           | P, 22–27 |
| 1981                              | Johnny Majors      | Garden State Bowl 1981   | Badgers du Wisconsin             | G, 28–21 |
| 1982                              | Johnny Majors      | Peach Bowl 1982          | Hawkeyes de l'Iowa               | P, 22–28 |
| 1983                              | Johnny Majors      | Florida Citrus Bowl 1983 | Terrapins du Maryland            | G, 30–23 |
| 1984                              | Johnny Majors      | Sun Bowl 1984            | Terrapins du Maryland            | P, 27–28 |
| 1985                              | Johnny Majors      | Sugar Bowl 1986          | Hurricanes de Miami              | G, 35–07 |
| 1986                              | Johnny Majors      | Liberty Bowl 1986        | Golden Gophers du Minnesota      | G, 21–14 |
| 1987                              | Johnny Majors      | Peach Bowl 1988          | Hoosiers de l'Indiana            | G, 27–22 |
| 1989                              | Johnny Majors      | Cotton Bowl Classic 1990 | Razorbacks de l'Arkansas         | G, 31–27 |
| 1990                              | Johnny Majors      | Sugar Bowl 1991          | Cavaliers de la Virginie         | G, 23–22 |
| 1991                              | Johnny Majors      | Fiesta Bowl 1992         | Nittany Lions de Penn State      | P, 17–42 |
| 1992                              | Phillip Fulmer     | Hall of Fame Bowl 1993   | Eagles de Boston College         | G, 38–23 |
| 1993                              | Phillip Fulmer     | Florida Citrus Bowl 1994 | Nittany Lions de Penn State      | P, 13–31 |
| 1994                              | Phillip Fulmer     | Gator Bowl 1994          | Hokies de Virginia Tech          | G, 45–23 |
| 1995                              | Phillip Fulmer     | Florida Citrus Bowl 1996 | Buckeyes d'Ohio State            | G, 20–14 |
| 1996                              | Phillip Fulmer     | Florida Citrus Bowl 1997 | Wildcats de Northwestern         | G, 48–28 |
| 1997                              | Phillip Fulmer     | Orange Bowl 1998         | Cornhuskers du Nebraska          | P, 42–17 |
| 1998                              | Phillip Fulmer     | Fiesta Bowl 1999         | Seminoles de Florida State       | G, 23–16 |
| 1999                              | Phillip Fulmer     | Fiesta Bowl 2000         | Cornhuskers du Nebraska          | P, 21–31 |
| 2000                              | Phillip Fulmer     | Cotton Bowl Classic 2001 | Wildcats de Kansas State         | P, 21–35 |
| 2001                              | Phillip Fulmer     | Florida Citrus Bowl 2002 | Wolverines du Michigan           | G, 45–17 |
| 2002                              | Phillip Fulmer     | Peach Bowl 2002          | Terrapins du Maryland            | P, 30–30 |
| 2003                              | Phillip Fulmer     | Peach Bowl 2004          | Tigers de Clemson                | P, 14–27 |
| 2004                              | Phillip Fulmer     | Cotton Bowl Classic 2005 | Aggies du Texas                  | G, 38–07 |
| 2006                              | Phillip Fulmer     | Outback Bowl 2007        | Nittany Lions de Penn State      | P, 10–20 |
| 2007                              | Phillip Fulmer     | Outback Bowl 2008        | Badgers du Wisconsin             | G, 21–17 |
| 2009                              | Lane Kiffin        | Chick-fil-A Bowl 2009    | Hokies de Virginia Tech          | P, 14–37 |
| 2010                              | Derek Dooley       | Music City Bowl 2010     | Tar Heels de la Caroline du Nord | P, 27–30 |
| 2014                              | Butch Jones        | TaxSlayer Bowl 2015      | Hawkeyes de l'Iowa               | G, 45–28 |
| 2015                              | Butch Jones        | Outback Bowl 2016        | Wildcats de Northwestern         | G, 45–06 |
| 2016                              | Butch Jones        | Music City Bowl 2016     | Cornhuskers du Nebraska          | G, 38–24 |
| 2019                              | Jeremy Pruitt (en) | Gator Bowl 2020          | Hoosiers de l'Indiana            | G, 23–22 |
| 2021                              | Josh Heupel (en)   | Music City Bowl 2021     | Boilermakers de Purdue           | P, 45–48 |
| 2022                              | Josh Heupel (en)   | Orange Bowl 2022         | Tigers de Clemson                | G, 31–14 |
| 2023                              | Josh Heupel (en)   | Citrus Bowl 2024         | #17 Hawkeyes de l'Iowa           | G, 35–0  |
| Bilan : 31 victoires, 25 défaites |                    |                          |                                  |          |

## Rivalités
Les trois rivalités les plus importantes pour les Vols' sont le Crimson Tide de l'Alabama (Third Saturday in October), les Gators de la Floride et les Commodores de Vanderbilt. 
Ils ont également une rivalité assez ancienne avec les Wildcats du Kentucky. Depuis la formation de la division East de la conférence SEC en 1992, les Vols' ont une nouvelle rivalité émergente avec les Bulldogs de la Géorgie. 
Aucune de ces rivalités ne décerne de trophée à son vainqueur, bien que les matchs Kentucky–Tennessee aient attribué le trophée dénommé Beer Barrel de 1925 à 1999. De 1985 jusqu'en 2010, Tennessee a connu une période de vingt-six victoires consécutives contre Kentucky, la série se terminant le 26 novembre 2011 avec la victoire de Kentucky sur le score de 10 à 7 à Lexington. 
Tennessee avait aussi une rivalité importante avec les Yellow Jackets de Georgia Tech et les Tigers d'Auburn jusqu'à ce que Georgia Tech ne quitte la conférence SEC et qu'un réalignement de cette conférence ne les force à retirer Auburn de leur calendrier.
| Équipe rivale                       | Surnom de la rivalité     | Bilan des Volunteers | Bilan des Volunteers | Bilan des Volunteers | Bilan des Volunteers | Bilan des Volunteers | Premier match | Dernier match |
| ----------------------------------- | ------------------------- | -------------------- | -------------------- | -------------------- | -------------------- | -------------------- | ------------- | ------------- |
| Équipe rivale                       | Surnom de la rivalité     | Nb.                  | V.                   | D.                   | N.                   | %                    | Premier match | Dernier match |
| Crimson Tide de l'Alabama (en)      | Third Saturday in October | 107                  | 40                   | 59                   | 8                    | 37,4                 | 1901          | 2024          |
| Tigers d'Auburn (en)                | -                         | 054                  | 22                   | 29                   | 3                    | 40,7                 | 1900          | 2020          |
| Gators de la Floride (en)           | -                         | 054                  | 32                   | 22                   | 0                    | 59,3                 | 1916          | 2024          |
| Bulldogs de la Géorgie (en)         | -                         | 054                  | 23                   | 29                   | 2                    | 42,6                 | 1899          | 2024          |
| Yellow Jackets de Georgia Tech (en) | -                         | 044                  | 25                   | 17                   | 2                    | 56,8                 | 1902          | 2017          |
| Wildcats du Kentucky (en)           | -                         | 120†                 | 84                   | 26                   | 9                    | 70,0                 | 1893          | 2024          |
| Commodores de Vanderbilt (en)       | -                         | 119‡                 | 79                   | 32                   | 5                    | 2024                 | 1892          | 2022          |

† signifie que la victoire de Tennessee de 2019 a été annulé par la NCAA pour violation des règles relatives au recrutement ;
‡ signifie que les victoires de Tennessee en 2018 et 2019 ont été annulées par la NCAA pour violation des règles relatives au recrutement.

## Basket-ball
L'autre équipe importante des Volunteers est celle de basket-ball féminine également surnommée « Lady Vols ». Patricia Sue Head occupe le poste d'entraîneur de 1974 à 2012, remportant durant cette période 1 098 victoires pour seulement 208 défaites, record NCAA du genre. Mais surtout elle conduit à huit reprises son équipe au titre NCAA, en 1987, 1989, 1991, trois titres consécutifs de 1996 à 1998, et à nouveau en 2007 et 2008. Son équipe dispute également sept finales nationales en 1980 et 1981 en Association for Intercollegiate Athletics for Women (AIAW), puis en 1984, 1995, 2000, 2003, 2004.
L'équipe féminine de la saison 1986-1987 fut intronisée au Temple de la renommée des sports du Tennessee en 1988.